# 炎帝陵 (陕西)
炎帝陵或称宝鸡炎帝陵、常羊山炎帝陵位于陕西省宝鸡市渭滨区神农镇的常羊山，是全国四座炎帝陵之一。
1994年8月，重建完工后，对外开放。1995年开始，原在九龙泉和天台山举办的民间祭祀炎帝活动转移至此地。每年清明节、农历七月初七举办祭祀活动。当地政府参与的七月初七的祭祀活动是陕西、湖北诸省举办的炎帝祭典之一，是第二批国家级非物质文化遗产。

## 历史
当地传说中，常羊山东南20里的天台山为炎帝采药中毒、逝世之地，常阳山为炎帝的陵墓和庙宇所在。原有的神農廟和炎帝祠因战乱而毁。1990年代初，经过多方考证，选择濛峪沟常羊山重建炎帝陵。由神农乡政府、铁道部宝鸡桥梁工厂负责重建。日后，宝鸡桥梁工厂更名为中铁宝桥实业有限公司，亦与当地政府联合主办七月初七的祭祀炎帝活动。
1992年12月15日，一期工程开工。1993年8月23日，竣工。1994年8月12日，对外开放。建成的陵区和祭祀区共占地70亩，建筑面积2万平方米，共投资220多万元。主要建筑有陵冢、炎帝大殿、东西配殿、牌坊、上山车道、步行台阶、石碑等。
1997年至2003年期间，先后树立历代帝王石像34尊、栽植女贞287棵、修建陵冢仿古围墙350米、修复上陵青石台阶60米，以及拓宽上山道路3公里。2004年，立唐补遗碑（5座）和市长宣言碑。2005年，修建1万平方米的祭祀广场，种植3200平方米草坪，修建260平方米广场东西围墙。2006年，铺设3公里长上山柏油路。2006年2月至2007年年底，建成2600平方米的炎帝大殿。20年间，共投资约1700多万元。
2008年时，因汶川大地震，炎帝陵大殿、广场受损。宝鸡市政府拨款进行维修。其后，宝鸡市人民政府和渭滨区人民政府投资1000万元，对炎帝陵入口、道路进行改造。

## 建筑
炎帝陵建筑布局分为三部：陵前区、祭祀区、墓冢区。